# Wolde
« Wolde » redirige ici. Pour les autres significations, voir Wolde (homonymie).
Wolde est une municipalité allemande située dans le land de Mecklembourg-Poméranie-Occidentale et l'Arrondissement du Plateau des lacs mecklembourgeois.